# キングジョージ島
キングジョージ島（キングジョージとう、英語: King George Island）は、南極海にある島。サウス・シェトランド諸島の1つである。島の位置は南緯62度23分、西経58度27分、面積は約1,150km2。島の名前はイギリス国王ジョージ3世にちなんで命名された。
アルゼンチンではベインティシンコ・デ・マジョ島（スペイン語: Isla 25 de Mayo、アルゼンチンの五月革命にちなむ）、チリではレイ・ホルヘ島（スペイン語: Isla Rey Jorge、キング・ジョージ島の訳）と呼ぶ。イギリスとアルゼンチンとチリが領有権を主張しているが、南極条約によりその行使は凍結されている。

## 概要

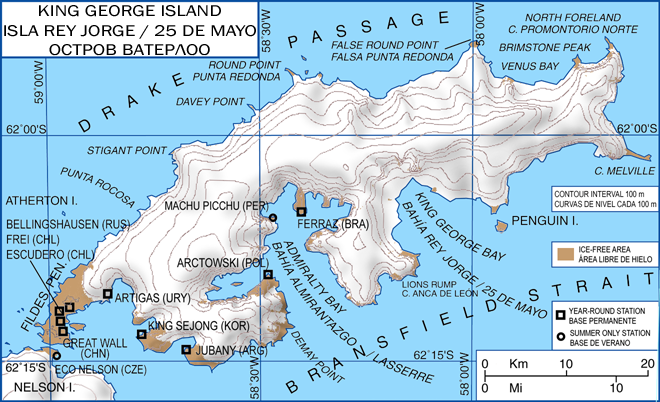
キングジョージ島

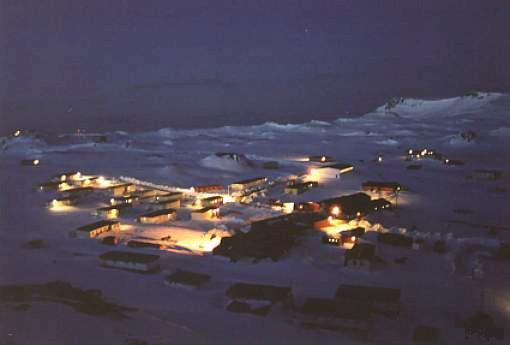
夜のビジャ・ラス・エストレージャの町

島は1819年にイギリス人の探検家ウィリアム・スミスによって発見されている。また、1819年10月16日には島に初上陸を行った。
海岸部には極わずかに植生が見られ、ミナミゾウアザラシなどが生息している。
キングジョージ島は南極観測基地の密集地帯であり、アルゼンチン、ブラジル、チリ、ロシア、大韓民国、中華人民共和国、ポーランド、ウルグアイの観測基地がある。それらは有人越冬基地がほとんどであり、生物・地学を中心とする研究が行われている。夏季にはわずかながら観光客も来島する。
チリ空軍の管理するチリ南極観測基地エドゥアルド・フレイ・モンタルバには滑走路があり、これが各国基地の補給と人員輸送に重要な役割を果たす。同観測基地の近くには、「チリ領南極」で最多の人口を抱えるビジャ・ラス・エストレージャス（Villa Las Estrellas、「星の町」）という集落があり、研究所などのほかに住宅や郵便局、観光客用ホテルもある。
2013年12月8日には、ヘヴィメタルバンドのメタリカが、同島にあるアルゼンチンの気象観測基地であるカルリーニ基地でライブを開催し、七大陸全てでライブを行った史上初のアーティストとなった。